# 雷門志ん橋
雷門 志ん橋（かみなりもん しんきょう）は、落語家。
- 1907年3月
  - 6代目雷門助六門下に入門。6代目喜久亭寿楽となる。
  - その後雷門寿楽と改名。
- 1920年12月
  - 睦会の雷門三升、春風亭梅枝、7代目春風亭柳枝、9代目司馬龍生、5代目三遊亭圓窓とともに7人同時に真打に昇進し、話題を呼んだ。
  - 同時に雷門志ん橋と改名。
- その後酒に溺れ、旅先の四国丸亀で死去した。

## その他
昭和の初め頃まで雷門・古今亭の二人志ん橋の時期があった。